# Howe Gelb
Howe Gelb (Wilkes-Barre, 22 ottobre 1956) è un cantautore, musicista e produttore discografico statunitense di Tucson, in Arizona.
La sua musica poggia su basi country, condite principalmente da rock primordiale e psichedelia, sconfinando occasionalmente in Lo-fi, jazz e gospel. I suoi lavori pongono alcune basi per la musica del deserto per eccellenza, lo Stoner rock.

## Inizi
Nato in Pennsylvania, a quattordici anni si trasferisce con la famiglia a Tucson. A partire dal 1970 inizia a incidere le prime canzoni, figlie di progetti country (Wow and Flutter), punk (The Stains) e persino un'opera rock (zeqe 24.088).

## Anni '80
All'inizio degli anni '80, assieme all'amico Rainer Ptacek, forma i Giant Sandworms, gruppo electro-rock che nel nome evoca già le atmosfere desertiche che caratterizzeranno sempre la sua produzione.
L'evoluzione del suo suono subisce una svolta con la nuova formazione chiamata Giant Sand, progetto che porterà avanti a lungo e che vedrà numerosissimi cambi di formazione e di stili musicali fino al lo-fi di Long stem rant, realizzato in soli tre giorni in una sperduta baracca. Parallelamente, porterà avanti la propria vena country con il progetto parallelo The band of ... blacky ranchette.
Comincia a farsi un nome anche in Europa grazie a molte tournée, sia con il gruppo sia da solo.

## Anni '90
Nel 1991 iniziano le sperimentazioni solitarie a nome esclusivo di Gelb, il quale inizia anche un'attività di produttore che lo porta a scoprire e produrre altri gruppi, tra i quali i Grandaddy. I Giant Sand vivono una stagione di buona notorietà nell'ambito indie, la quale viene interrotta nel 1996 in seguito alla fuoriuscita dalla band della sezione ritmica composta da Joey Burns e John Convertino, per formare i Calexico, i quali svilupperanno più approfonditamente le sonorità Tex-mex (anche qui, richiamate dal nome) già insite nel suono dei Giant Sand. I due gruppi continueranno a collaborare vicendevolmente e a lungo. Grazie ad una collaborazione con Lisa Germano, Gelb crea il progetto OP8 che darà alla luce un solo album.

## Anni '00
Anche a causa della separazione da Burns & Convertino, si dedica maggiormente all'attività da solista, la quale gli permette una maggiore sperimentalità ed è proprio in questo periodo che invita nei Giant Sand dei musicisti danesi, pubblica un album solista coadiuvato da un coro gospel canadese ('sno angel like you) e ancora un altro con famosi flamenchisti (Alegrias).

## Anni '10
Giant Giant Sand è il nome del gruppo transitoriamente usato per l'album (Tucson) prodotto combinando i Giant Sand danesi con quelli dell'Arizona. Dopo avere addirittura triplicata la formazione per l'album Heartbreak pass, aggiungendo collaborazioni importanti come quelle di John Parish e Vinicio Capossela e battezzando la band allargata col nome di Giant3 sand, mette a riposo la formazione, dedicandosi soprattutto alla produzione, tra gli altri, di KT Tunstall, Carice van Houten, Sylvie Simmons e John Doe. Nel 2013 produce anche un nuovo album solista (The Coincidentalist) ed un tour mondiale insieme a Steve Shelley.

## Progetti
Gelb ama molto le collaborazioni ed ha inciso spesso tramite progetti collaterali. In un'intervista del 2004, The Guardian commentò che Gelb ha affrontato la musica concependo i Giant Sand come un collettivo musicale libero, non competitivo, che si sostiene a vicenda, un luogo per far uscire gli amici e giocare. "Mi piaceva l'idea di avere questo tipo di mondo rimosso, questa fratellanza, l'idea di una band che fosse qualcosa di più di un frontman o che avesse a che fare con gli spasimi della fama." 
Nel 1997, a seguito della prematura scomparsa del suo amico fraterno Rainer Ptacek, produce e commercializza per beneficenza, assieme a Robert Plant, un album tributo (The Inner Flame). Ad esso hanno partecipato molti artisti tra i quali PJ Harvey, Vic Chesnutt, Jimmy Page, Emmylou Harris, Evan Dando.
Nel 2013, ha lavorato con la cantautrice scozzese KT Tunstall al suo quarto album in studio Invisible Empire // Crescent Moon. Ha co-scritto, co-prodotto e cantato in diverse canzoni..

## Vita privata
Si sposa una prima volta con Paula Jean Brown, bassista che successivamente entrerà nelle Go-Go's a seguito della defezione di Jane Wiedlin. Dopo il divorzio, sposerà la danese Sofie Albertsen.

## Discografia

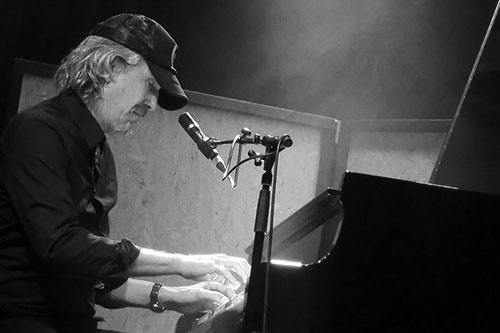
Gelb al Festival di Aarhus, Danimarca (2015)

### Giant Sand
- Valley of Rain (1985)
- Ballad of a Thin Line Man (1986)
- Storm (1987)
- The Love Songs (1988)
- Long Stem Rant (1989)
- Swerve (1990)
- As Quick As A Cup Of Hot Liquor Sucked Down A Spiney Iced Throat (1990)
- Ramp (1991)
- Center of the Universe (1992)
- Purge & Slouch (1993)
- Stromausfall (1994)
- Glum (1994)
- Goods and Services (1995)
- Backyard Barbecue Broadcast (1995)
- Build Your Own Night It's Easy (1996)
- Chore of Enchantment (1999)
- The Rock Opera Years (2000)
- Unsungglum (2001)
- Cover Magazine (2002)
- Infiltration of dreams (2002) (live)
- Too Many Spare Parts in the Yard Too Close at Hand (2002)
- Is All Over the Map (2004)
- proVISIONS (2008)
- Provisional Supplement (2008)
- Blurry Blue Mountain (2010)
- Tucson (2012)
- Return to Tucson (2013)
- Heartbreak Pass (2015)
- The Sun Set Vol.1 [LP in vinile] (2017)
- Returns To Valley Of Rain (2018)
- Recounting The Ballads Of Thin Line Men (2019)
- Ramp (2020)

### Howe Gelb
- Incidental music (1983)
- Dreaded Brown Recluse (1991)
- Upside Down Home (1997)
- Hisser (1998)
- Upside Down Home 2000 (2000)
- Confluence (2001)
- Lull Some Piano (2001)
- Upside Down Home 2002 (2002)
- The Listener (2003)
- Ogle Some Piano (2004)
- The Listener's Coffee Companion (2004)
- Upside Down Home 2004: Year of the Monkey (2004)
- ' Sno Angel Like You (2006)
- Fourcast: Flurries (2006)
- Upside Down Home 2007: Return to San Pedro (2007)
- Spun Some Piano (2008)
- ' Sno Angel Winging It (Live album) (2009)
- Alegrías (2010) (with A Band of Gypsies)
- Snarl Some Piano (2011)
- Dust Bowl (2013)
- The Coincidentalist (2013)
- Radian Verses Howe Gelb (2014) (with Radian)
- Future Standards (2016)
- Further Standard (2017) (con Lonna Kelley)
- 60 Cycles Around The Sun (2018)
- Label pop session (2018)
- Gathered (2019)
- Cocoon (2020)

### The Band of Blacky Ranchette
- The Band of Blacky Ranchette (1985)
- Heartland (1986)
- Sage Advice (1990)
- Still Lookin' Good to Me (2003)

### OP8
- Slush (1997)

### Arizona Amp and Alternator
- Arizona Amp and Alternator (2005)
- The Open Road (2017)

### Melted Wires
- Melted Wires (2011)

## Filmografia
- Drunken Bees (1996) - Documentario sui Giant Sand di Marianne Dissard [7]
- Looking for a Thrill: An Anthology of Inspiration (2005) - Howe Gelb intervistato [8]
- High and Dry: Where the Desert Meets Rock and Roll (2006) - documentario che include musica e interviste con i membri dei Giant Sand [9]
- This Band Has No Members (2006) - Film concerto di Howe Gelb del suo tour in Giappone nel 2005 [10]
- Ingenious (2009) - colonna sonora del lungometraggio [11]
- Jackie (Nl, 2012) - attore, "Paul"